# جواكابا
جواكابا هي بلدية في البرازيل، تتبع سانتا كاتارينا، بلغ عدد سكانها 27٬020  نسمة، في 2010، تبلغ مساحتها 232٫354 كيلومتر مربع، رمزها البريدي هو 89600-000.

## الموقع
تشترك في الحدود مع:
- Água Doce [الإنجليزية]‏
- Herval d'Oeste [الإنجليزية]‏.